# Hotel Cariani
O Hotel Cariani é um edifício localizado no centro da cidade de Bauru, no interior do estado de São Paulo, Brasil. Fundado em 1907 pelo imigrante italiano Caetano Cariani sob o nome Hotel dos Viajantes, o hotel é o terceiro mais antigo da cidade.
Nas décadas de 1920 e 1930, o hotel costumava ser palco de diversos banquetes e sarais em homenagem às figuras políticas e artísticas que visitavam a cidade. Segundo o historiador Gabriel Ruiz Pelegrina, o então governador do Estado Washington Luís se hospedou no hotel em 1921 para inaugurar as oficinas da Estrada de Ferro Noroeste do Brasil.

## Arquitetura
O edifício tem um estilo arquitetônico eclético e possui 3 fachadas seguindo o alinhamento do terreno entre a Praça Machado de Mello e a Praça das Bandeiras. A fachada do andar inferior é composta por frisos em forma de armação, enquanto a fachada do andar superior é arrematada por cornija abaixo da platibanda e decorada com composições involutas. Os andares são separados por um largo friso decorado.

## Tombamento
Os estudos sobre o tombamento do hotel Cariani tiveram início em 26 de junho 1996, sob o processo 18021/1996, tendo seu tombamento decretado pelo prefeito Nilson Costa em 22 de outubro de 2002.